# شينجي تاكاهاشي (لاعب كرة قاعدة)
شينجي تاكاهاشي (باليابانية: 高橋信二؛ بالكانا: たかはし しんじ) هو لاعب كرة قاعدة ياباني، ولد في 7 أغسطس 1978 في تسوياما في اليابان.

## وصلات خارجية
- شينجي تاكاهاشي على موقع الدوري الياباني لكرة القاعدة (الإنجليزية)
- شينجي تاكاهاشي على موقعبيزبول رفرنس.كوم (الدوري الثانوي) (الإنجليزية)